# Gaspar Castanho de Sousa
Gaspar Castanho de Sousa (em espanhol, Gaspar Castaño de Sosa) (Portugal, ca. 1550 - ao largo das ilhas Molucas, após 1593), 
foi um colono e administrador colonial no reinado de Filipe I (Portugal), e líder de uma expedição que tentou estabelecer em 1590-1591 uma colónia no que hoje é o estado de Novo México. 
Não tendo permissão para a exploração, Castanho foi preso em março de 1591 e condenado em 1593 ao exílio nas ilhas Filipinas. 
Essa condenação foi revertida, mas já era demasiado tarde,  porque faleceu nas ilhas Molucas, quando escravos chineses se amotinaram no navio onde seguia.
:48

## Nascimento
Gaspar Castanho de Sousa terá nascido por volta de 1550, em Portugal, em Abrantes
. 
Crê-se ter sido um cripto-judeu, um cristão convertido que continuava praticando em segredo o judaísmo.
 
Gaspar Castanho aparece na história do norte de México quando, em conjunto com Luís do Carvalhal, foi um dos primeiros colonos na fronteira nordeste da Nova Espanha 
(o que depois seria o estado mexicano de Nova Leão). 

## Contexto
Obteve permissão do rei Filipe I para a colonização do território mexicano de mar a mar, 
e para regressar a Nova Espanha como governador e capitão do estabelecimento de um largo território acima do México. O contrato de 31 de maio de 1579 diziaː

(...) desde el puerto de Tampico río de Pánuco y las minas del Mazapil hasta los límites de la Nueva Galicia y de allí al norte lo que está por descubrir de una mar a otra, conque no exceda de doscientas leguas de latitud por otras doscientas de longitud, que se llame e intitule Nuevo Reino de León.

Luis do Carvalhal e Gaspar Castanho, com o seu grupo de soldados podem ter feito fortuna capturando e vendendo escravos índios. 
Realizavam-se incursões no norte ao longo do rio Grande, capturando centenas de índios que depois vendiam como escravos.
:247 
Segundo um cronista, chegou a haver perto de 200 homens que empreendiam a captura de índios.
Em 1588 Carvalhal decidiu repovoar as minas de Trinidad a que chamou Novo Almadén-Monclova e encomendou a tarefa a Gaspar Castanho. 
Quando parecia que tinham atingido a prosperidade, e apesar de publicamente manterem a religião cristã, alguns membros da família de Carvalhal foram surpreendidos em 1589 em práticas pouco ortodoxas. 
Carvalhal foi preso e levado ao México para ser julgado pela Inquisição, que lhe retira a excomunhão após abjurar, mas sentencia um desterro. 
Sentença que não chegou a cumprir, pois pouco tempo depois morreu na prisão devido a torturas recebidas.
Gaspar Castanho, temendo ser também preso, e desapontado pela improdutividade das minas de Almadén, esperava recuperar sua fortuna estabelecendo outra colónia mais a norte, o que também o colocava a uma maior distância da autoridade do vice-rei. 
Sendo incapaz de ter a permissão oficial para a expedição, partiu sem permissão - caso tivesse sucesso, confiava ser perdoado e recompensado. 
Assim, a sua viagem teve características tanto de fuga, como de exploração.

## A expedição
A expedição saiu de Almadén (hoje Monclova) em 27 de julho de 1590. 
Acompanhando Castanho iam 170 habitantes da cidade, também temendo ser presos. Os potenciais colonos levavam grande número de cabeças de gado e pesadas carroças, avançando lentamente. 
Ao contrário de outras expedições, nenhum sacerdote católico acompanhava Castanho.
:28–30, 245 
Levavam como guia um jovem nativo.
Castanho viajou para norte desde Almaden, cruzando o Rio Grande e chegando ao rio Pecos. 
Foi a primeira expedição conhecida que atingiu o Pecos por esta via. Aí encontraram assentamentos de índios que tinham fugido.
Um grupo foi enviado a Pecos, onde os índios os receberam amistosamente, escoltaram-nos à cidade, alimentaram-nos, e ardilosamente atacaram-nos, ferindo três e capturando grande parte de sua equipa e armas de fogo.
:267 
Em represália, Castanho levou 40 homens e dois canhões até Pecos. 
Os índios continuaram a ser intransigentes, pelo que Castanho bombardeou a cidade, matando vários índios e obrigando a maioria dos restantes habitantes a fugir. 
Castanho recolheu mantimentos e prosseguiu para oeste, para o rio Grande.
Os membros da expedição visitaram vários povos ao longo do rio Grande e exploraram as montanhas procurando prata.
Os índios pueblo já tinham sido visitados por expedições durante a década anterior, nomeadamente as de Chamuscado y Rodriguez, 
pelo que estavam familiarizados com os espanhóis. 
No entanto, a expedição de Castanho era bem maior que as anteriores. 
Castanho foi o primeiro a baptizar o «rio Grande».

## A detenção de Castanho
Com notável rapidez, o vice-rei na Cidade de México sabendo da incursão de Castanho, ordenou ao capitão Juan Morlete que reunisse a 40 soldados e um sacerdote e que partisse para prender Castanho, pela força se fosse necessário, ordenando ainda a libertação de qualquer escravo índio.:298–301
No final de março de 1591, Morlete prendeu Castanho, sem incidentes, e escoltou Castanho e os seus seguidores de volta ao México.
:45, 294, 308

## Julgamento e sentença de Castanho
A 5 de março de 1593, Castanho de Sousa foi condenado por invasão de terras habitadas por índios pacíficos, por recrutar tropas e por entrar ilegalmente na província de Novo México. 
Foi condenado a seis anos de exílio nas ilhas Filipinas. 
Castanho recorreu da sentença ao Conselho das Índias e a decisão finalmente foi revertida, mas era tarde para si, porque morreu nas ilhas Molucas, quando escravos chineses que iam no seu navio se amotinaram.
:48